# Antonia Ripoll
Antonia Ripoll (Barcelona, 1961) viu i treballa a les Terres de l'Ebre, Graduada a l'Escola Massana i a Llotja. Ha participat en exposicions a Barcelona, Madrid, Amposta, Piera, Reus, Girona, Lleida, Tortosa, Tarragona i Castelló. Entre les seves mostres individuals, cal destacar Gramàtiques d'herències (Palau Bofarull de Reus), Gràmatiques de l'ànima (Centre Provincial Cultural de les Aules de Castelló), mentres-tant/TOT/després (Museu de l'Ebre, Tortosa), El cos de les pàgines (memòria de bitàcola) (Centre d'Arts Visuals de les Terres de l'Ebre, 2011, Amposta), Subjecte(s) de sacrifici (2013, Museu de Tortosa). Enceta el seu camí en diverses exposicions col·lectives, entre les quals destaca Pintors del Montsià a la Diputació de Tarragona, al Centre d'Art Santa Mònica de Barcelona i a ajuntaments del Montsià.
Les seves obres parlen d'una pintura que juga entre l'abstracció i una figuració molt lliure, una obra en la qual la línia té un protagonisme essencial; amb ella construeix i desconstrueix a la vegada línies anguloses, fines, gruixudes, línies corbes, sensuals. En els darrers anys la figura humana té una presència important.
L'any 2001 va presentar la seva primera mostra individual, Els vermells i el buit, pintures i instal·lació a la Biblioteca Comarcal-Centre Cultural del Montsià a Amposta. Des de aquesta mostra, la seva obra té com a tema central l'existència. La seva mostra El cos de les pàgines (memòria de bitàcola), del 2011, al Centre d'Arts Visuals (Amposta), constitueix un estudi d'instrospecció de la seva vida, de Barcelona a les terres de l'Ebre. Cal destacar, a més, la seva tasca docent a Esardi – Escola d'Art i Disseny d'Amposta, de la qual ha estat directora des del 1984 fins al 2004, i la seva activitat com a gestora i dinamitzadora cultural en l'organització de la Biennal d'Art Ciutat d'Amposta, Amposta Espai d'Arts Visuals, Strobe Festival de Videocreació. Col·labora a L'Aula al Pati i a Hibridacions i Contextos. Des del 2012 codirigeixen XYZ, convocatòria d'instal·lacions a espais singulars de les Terres de l'Ebre, producció per al CAV Lo Pati.